# Bob (voornaam)
Bob is een jongensvoornaam afgeleid van de naam Robrecht. Een variant van deze naam is Bobby.
In de Engelse taal is het een verkorte naam voor Robert.

## Bekende mannen met deze naam
- Bob Baelemans, Muzikant en songschrijver bij The Pebbles
- Bob Bakels, Nederlands jurist
- Bob Beamon, Amerikaans atleet
- Bob Benny, Belgisch zanger
- Douwe Bob, Nederlands singer-songwriter
- Bob Bonte, Nederlands zwemmer
- Bob Bouber Nederlands regisseur, impresario, acteur en zanger.
- Bob Bouma, Nederlands presentator
- Bob Cools, Belgisch politicus, voormalig burgemeester van Antwerpen
- Bob Davidse of Nonkel Bob, Vlaams televisiepresentator en muzikant
- Bob Dole, Amerikaans politicus
- Bob Dylan, Amerikaans musicus
- Bobby Farrell, Arubaans DJ, bekend van Boney M
- Bobby Fischer, IJslands schaker
- Bob Fosko, Nederlands muzikant (artiestennaam)
- Bob Fosse, Amerikaans choreograaf
- Bob Geldof, Iers zanger
- Bob Hope, Amerikaans entertainer
- Bob Hoskins, Brits acteur
- Bob de Jong, Nederlands schaatser
- Bob de Jong, Nederlands rallyrijder en programmamaker
- Karate Bob, bijnaam voor Slobodan Mitrić, Joegoslavisch geheim agent
- Bobby Kennedy, Amerikaans presidentskandidaat
- Bob Law, Brits kunstenaar
- Bob Leverman, Nederlands zanger, bekend als Robert Long
- Bob Marley, Jamaicaans reggae-artiest
- Bobby McFerrin, zanger van de hit Don't worry, be happy
- Bob Moog, Amerikaans synthesizerbouwer, echte naam Robert Moog
- Bob Mould, Amerikaans zanger en gitarist
- Bob Offenberg, Nederlands zanger van levensliederen (bekend als "Zanger Bob")
- Bob Peeters, Belgisch ex-voetballer, huidig voetbaltrainer
- Bobby Prins, Belgische zanger
- Bobby Ray Simmons, Jr., Amerikaans rapper
- Bob Richards, Amerikaans atleet
- Bob van Rootselaar, Nederlands wiskundige
- Bob Ross, Amerikaans schilder
- Bob Ruers, Nederlands politicus
- Bob Rusche, Nederlandse DJ en radio persoonlijkheid
- Bobbejaan Schoepen, Belgisch zanger en ondernemer, oprichter van Bobbejaanland
- Bob Scholte, Nederlands zanger
- Bob Shaw, Brits schrijver van sciencefiction verhalen
- Bob Smalhout, Nederlands anesthesioloog
- Bob den Uyl, Nederlands schrijver
- Bob Van Bael, Belgisch televisiemaker
- bOb Van Reeth, Belgisch architect
- Bob Vansant, Belgisch psychotherapeut
- Bob de Vries, Nederlands schaatser
- Bob Woodward, Amerikaans journalist, bekend van Watergate

## Bekende vrouwen met deze naam
- Bobbi Eden, Nederlands pornoactrice

## Fictieve personen met deze naam
- Alice en Bob, symbolische namen uit de wetenschappelijke lectuur
- Bob & Bobette: de Franse versie van Suske en Wiske
- Bob & George, een humoristische sitcom van Kamagurka en Herr Seele
- Bob Belcher, hoofdpersoon uit de Amerikaanse animatieserie Bob's Burgers
- Bob Evers-serie, een jeugdboekenserie
- Bob de Rooij, een typetje van Paul de Leeuw
- Bob de Bouwer, een televisieserie voor kinderen
- Bob, Bob, Bob en Bob, een toneelstuk van Joost Sickenga
- Bob George, een fictieve artiestenmanager van Prince
- SpongeBob SquarePants (personage), een animatie-figuur uit SpongeBob SquarePants
- Silent Bob, een personage uit Jay and Silent Bob strike back
- Sideshow Bob, personage uit The Simpsons
- Bobbie uit Ernst, Bobbie en de rest, gespeeld door Gert-Jan van den Ende

- Bob
- Bob's Burgers
- Bob's Party Palace
- Bob, Frank en Zussen
- Bob-Eversserie
- Bob-campagne
- Bob-off
- Bob-omb
- Bob & Carol & Ted & Alice
- Bob & Earl
- Bob & Marcia
- Bob (Biyaygirri)
- Bob (Efteling)
- Bob (Tolkien)
- Bob (kapsel)
- Bob (voornaam)
- Bob Aardoom
- Bob Abernethy
- Bob Abernethy (Australianfootballspeler)
- Bob Abernethy (footballer)
- Bob Allen
- Bob Allen (basketballer)
- Bob Allen (zanger)
- Bob Altena
- Bob Anderson
- Bob Anderson (coureur)
- Bob Anderson (darter)
- Bob Anderson (fictie)
- Bob Anderson (zwaardvechter)
- Bob Angelo
- Bob Angelo-penning
- Bob Angelo Penning
- Bob Armstrong
- Bob Astor
- Bob Attersley
- Bob Avakian
- Bob Azzam
- Bob B. Soxx & the Blue Jeans
- Bob Baardman
- Bob Backlund
- Bob Baelemans
- Bob Baetens
- Bob Baines
- Bob Bakels
- Bob Baker
- Bob Baker (musicoloog)
- Bob Baker (scenarioschrijver)
- Bob Balaban
- Bob Barker
- Bob Barker (persoon)
- Bob Barker (presentator)
- Bob Barker (schip)
- Bob Barker (schip, 1950)
- Bob Barton
- Bob Bauterse
- Bob Baxter
- Bob Beamon
- Bob Becking
- Bob Behnken
- Bob Belden
- Bob Bemer
- Bob Bendetson
- Bob Bennett
- Bob Bennett (politicus)
- Bob Benny
- Bob Benson
- Bob Berdella
- Bob Birch
- Bob Black
- Bob Bleijenberg
- Bob Bleyenberg
- Bob Bobott
- Bob Bondurant
- Bob Bonte
- Bob Boon
- Bob Boon Singers
- Bob Boozer
- Bob Bouber
- Bob Bouma
- Bob Boyd
- Bob Bradley
- Bob Brezet
- Bob Brookmeyer
- Bob Brotchie
- Bob Brouwer
- Bob Brouwer (dirigent)
- Bob Browaeys
- Bob Brown
- Bob Brown (coureur)
- Bob Brown (politicus)
- Bob Bruijn
- Bob Bryan
- Bob Bryar
- Bob Buijs
- Bob Burnquist
- Bob Buys
- Bob Byman
- Bob C. Benberg
- Bob Cameron
- Bob Carlisle
- Bob Cee
- Bob Charles
- Bob Charles (golfer)
- Bob Christie
- Bob City Records
- Bob Clark
- Bob Clark (regisseur)
- Bob Cleary
- Bob Cleberg
- Bob Clendenin
- Bob Clotworthy
- Bob Cohen
- Bob Connolly
- Bob Cools
- Bob Cooper
- Bob Coppens
- Bob Corker
- Bob Cortner
- Bob Cousey
- Bob Cousin
- Bob Cousy
- Bob Craig
- Bob Crebas
- Bob Crewe
- Bob Crosby
- Bob Crèbas
- Bob Crébas
- Bob Cummings
- Bob Daenen
- Bob Dalving
- Bob Davidse
- Bob Day
- Bob Day (atleet)
- Bob De Brabandere
- Bob De Groof
- Bob De Jong
- Bob De Moor
- Bob De Moor (acteur)
- Bob De Moor (striptekenaar)
- Bob De Richter
- Bob Dechamps
- Bob Demuyser
- Bob Denard
- Bob Denver
- Bob Diamond
- Bob Dijkshoorn
- Bob Dishy
- Bob Dole
- Bob Downes
- Bob Drake
- Bob Drogin
- Bob Duffey
- Bob Dunn
- Bob Duynstee
- Bob Dylan
- Bob Dylan's Greatest Hits Vol. II
- Bob Dylan (album)
- Bob Dylan Live 1975
- Bob Eberly
- Bob Einstein
- Bob Entrop
- Bob Entrop (malacoloog)
- Bob Erdos
- Bob Estes
- Bob Evans
- Bob Evers
- Bob Evers-serie
- Bob Evers (stripreeks)
- Bob Evers Serie
- Bob Express
- Bob Express (Bobbejaanland)
- Bob Ferguson
- Bob Fitzsimmons
- Bob Florence
- Bob Ford
- Bob Fosko
- Bob Fosse
- Bob Foster
- Bob Franceschini
- Bob French
- Bob Gale
- Bob Garretson
- Bob Garrett
- Bob Gates
- Bob Geldof
- Bob Gerard
- Bob Gibson
- Bob Gilfillan
- Bob Glendenning
- Bob Gonnen
- Bob Goudzwaard
- Bob Grant
- Bob Gregg
- Bob Groenendijk
- Bob Gunton
- Bob H. Hiensch
- Bob Haak
- Bob Haarms
- Bob Haldeman
- Bob Hanf
- Bob Hannah
- Bob Hastings
- Bob Hawke
- Bob Haye
- Bob Hayes
- Bob Hearts Abishola
- Bob Heeringa
- Bob Helm
- Bob Henry Hiensch
- Bob Herbert Bonte
- Bob Herschberg
- Bob Hewitt
- Bob Hiensch
- Bob Hilliard
- Bob Holly
- Bob Hoogenboom
- Bob Hope
- Bob Hope British Classic
- Bob Hope Chrysler Classic
- Bob Hope Chrysler Classic 2006
- Bob Hope Classic
- Bob Hoskins
- Bob Houwen
- Bob Hughes
- Bob Huijsmans
- Bob Hund
- Bob Hunter
- Bob Iger
- Bob James
- Bob James Connolly
- Bob Janse
- Bob Janssen
- Bob Jesse
- Bob Johnson
- Bob Johnston
- Bob Joles
- Bob Jones
- Bob Jones (basketballer)
- Bob Jones Award
- Bob Jones University v. Verenigde Staten
- Bob Jones University v. de Verenigde Staten
- Bob Jones University vs. de Verenigde Staten
- Bob Jongen
- Bob Jungels
- Bob Kahn
- Bob Kane
- Bob Kelly
- Bob Kenney
- Bob Kirsh
- Bob Klare
- Bob Kommer Studio's
- Bob Koning
- Bob Kroon
- Bob Kruis
- Bob Kurland
- Bob Kushell
- Bob Lanschot
- Bob Law
- Bob Lazier
- Bob LeGendre
- Bob Leverman
- Bob Lind
- Bob Lowden
- Bob Luman
- Bob Lutz
- Bob Lutz (ondernemer)
- Bob Löwenstein
- Bob Maas
- Bob Maaskant
- Bob Maertens
- Bob Maes
- Bob Maesen
- Bob Manning
- Bob Manning (popzanger)
- Bob Manning (soulzanger)
- Bob Marcel
- Bob Margolis
- Bob Marley
- Bob Marley: One Love
- Bob Marley & The Wailers
- Bob Marley & the Wailers
- Bob Marley Museum
- Bob Marly
- Bob Maroye
- Bob Martin
- Bob Marvel
- Bob Mater
- Bob Mathias
- Bob Mau
- Bob Mauws
- Bob McAdoo
- Bob McDill
- Bob McDonnell
- Bob McIntyre
- Bob McIntyre (coureur)
- Bob McIntyre (voetballer)
- Bob McLeod
- Bob McLeod (stripauteur)
- Bob McMillen
- Bob Mebius
- Bob Mendes
- Bob Menendez
- Bob Merrill
- Bob Merrill (jazzmusicus)
- Bob Merrill (trompettist)
- Bob Mersey
- Bob Meyers
- Bob Millikan
- Bob Mills
- Bob Moog
- Bob Moore
- Bob Moore (bassist)
- Bob Moore (motorcrosser)
- Bob Moore (muzikant)
- Bob Morane
- Bob Morane (stripreeks)
- Bob Morley
- Bob Morrow
- Bob Mould
- Bob Mueller
- Bob Mugabe
- Bob Mulder
- Bob Neal
- Bob Nelson
- Bob Newhart
- Bob Ney
- Bob Nieuwenhout
- Bob Nijkerk
- Bob Nijs
- Bob Nijsten
- Bob Noorda
- Bob Nudd
- Bob Odenkirk
- Bob Offenberg
- Bob Oosthoek
- Bob Orton
- Bob Orton Jr.
- Bob Orton Sr.
- Bob Paisley
- Bob Papenbrook
- Bob Park
- Bob Paverick
- Bob Peeters
- Bob Pels
- Bob Pettit